# Temperaturas de Inglaterra Central
Los registros de temperaturas de Inglaterra Central (por su acrónimo en inglés CET) fueron originalmente publicadas por el Profesor Gordon Manley en 1953, y subsecuentemente extendidas y actualizadas en 1974, siguiendo muchas décadas de concienzudo trabajo. Los promedios mensuales de temperatura del aire en abrigo meteorológico, para la región de los Midlands de Inglaterra, y dada en grados Celsius) desde 1659 al presente.
Este registro representa la serie segura más larga de observaciones mensuales de temperatura en existencia. Es un registro extremadamente valioso para meteorólogos y climatólogos. Se poseen datos mensuales desde 1659, y se ha producido una versión diaria desde 1772. Las medias mensuales desde noviembre de 1722 en adelante se dan con una precisión de 0,1 °C. Los primeros años de la serie, de 1659 a octubre de 1722 inclusive, en la mayor parte solo tienen medias mensuales con un ajuste al más cercano grado o medio grado, aunque hay una pequeña 'ventana' con una precisión de 0,1 °C desde 1699 a 1706 inclusive. Eso refleja el número, seguridad, fiabilidad y dispersión geográfica de los registros termométricos disponibles en los años en cuestión.

## Tendencias de la serie

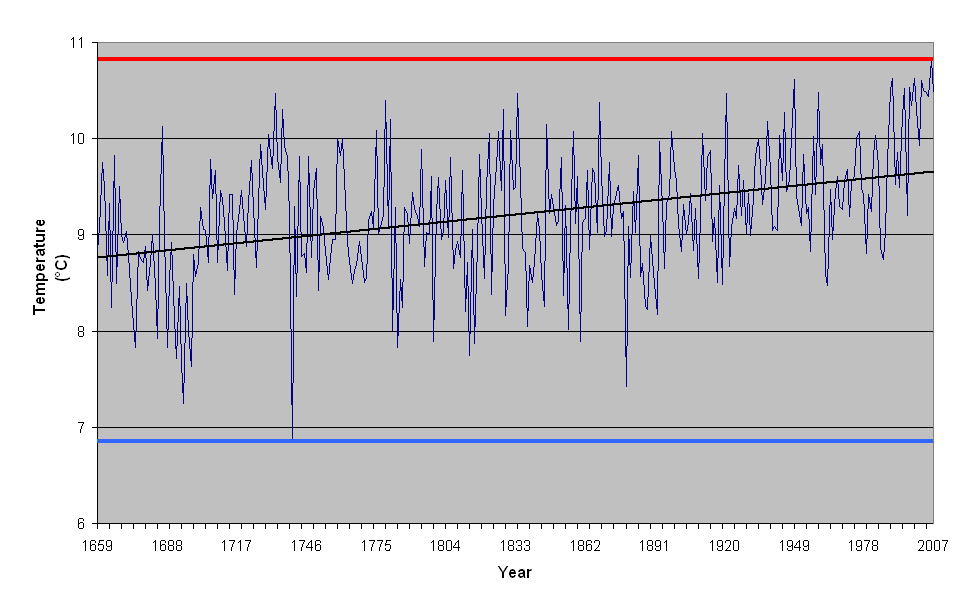
CET 1659 -2010 medias anuales.

La serie es útil para investigadores del clima debido a señalar las tendencias en temperaturas desde mediados del siglo XVII. Muestra que las temperaturas cayeron durante el periodo 1650-1700 y luego ascendieron suavemente a principios de 1700. Durante los siglos XVIII y XIX, hubo un periodo fresco que coincide con inviernos nevosos y generalmente veranos frescos, fluctuando las temperaturas ampliamente pero con una pequeña tendencia. Desde 1910, las temperaturas se incrementan ligeramente hasta cerca de 1950 cuando se achatan antes de un ascenso suave que comienza cerca de 1975. Las temperaturas en la corriente década (años 2001-2008) son distintas remarcablemente a todas las estaciones promedio de largo término.
En los siglos XVIII y XIX, coincidió un periodo fresco con inviernos nevados y generalmente veranos frescos, con temperaturas fluctuantes ampliamente pero con pequeña tendencia. Desde 1910, las temperaturas se incrementan levemente hasta 1950 cuando se amesetan, hasta un nuevo ascenso desde 1975. Tales temperaturas en más recientes décadas (años 2001-2010) fueron ligeramente superiores en todas las estaciones que el promedio de largo término.
En recientes años hay dos versiones de la misma serie:
- la "versión oficial" mantenida por el Hadley Centre
- la "versión Eden" mantenida por Philip Eden, quien argumenta que es más consistente con las series como originalmente las compiló Manley.[3]

## Extremos de Tº
Tomando el periodo de 350 años de la serie como un todo:

### Máximos de Tº
- Año más caluroso en la secuencia fue 2006 con una media de temperatura de 10,82 °C; a 0,2 del previo récord, entre 1990 y 1999 con 10,63 °C[4]
- Primavera más calurosa (marzo, abril, mayo): 1893 con 10,2 °C, rompiendo el récord previo de 9,73 °C en 1779
- Verano más caluroso (junio, julio, agosto): 1976 con 17,77 °C, anterior récord 17,6 °C en 1826
- Otoño más caluroso (septiembre, octubre, noviembre): 2006 con 12,62 °C, anterior récord 11,8 °C en 1730
- Invierno medio (diciembre, enero, febrero): 1869 con 6,77 °C, anterior récord 6,53 °C en 1834
- Enero medio 1916 con 7,5 °C, anterior récord 7,3 °C en 1796
- Febrero medio 1779 con 7,9 °C, anterior récord 6,8 °C en 1739
- Marzo más caluroso 1957 con 9,2 °C, anterior récord 9,1 °C en 1938
- Abril más caluroso 2007 con 11,2 °C, anterior récord 10,6 °C en 1865
- Mayo más caluroso 1833 con 15,1 °C, anterior récord 13,8 °C en 1758
- Junio más caluroso 1846 con 18,2 °C, anterior récord 18 °C en 1676
- Julio más caluroso 2006 con 19,7 °C, anterior récord 19,5 °C en 1983. Julio de 2006 también fue el mes más caluroso de la serie
- Agosto más caluroso 1995 con 19,2 °C, anterior récord 18,7 °C en 1975
- Septiembre más caluroso 2006 con 16,8 °C, anterior récord 16,6 °C en 1729
- Octubre más caluroso 2001 con 13,3 °C, anterior récord 13 °C en 1969
- Noviembre más caluroso en 1994 con 10,1 °C, anterior récord 9,5 °C en 1818
- Diciembre más caluroso 1974 y 1934 con 8,1 °C, anterior récord 7,7 °C en 1852

| Periodo                      | Registro promedio              | Año       |
| ---------------------------- | ------------------------------ | --------- |
| Año                          | 10,95 grados Celsius (51,7 °F) | 2014      |
| primavera (marzo–mayo)       | 10,23 grados Celsius (50,4 °F) | 2011      |
| verano (junio–agosto)        | 17,77 grados Celsius (64,0 °F) | 1976      |
| otoño (septiembre–noviembre) | 12,63 grados Celsius (54,7 °F) | 2006      |
| invierno (diciembre–febrero) | 6,77 grados Celsius (44,2 °F)  | 1868/1869 |
| Enero                        | 7,5 grados Celsius (45,5 °F)   | 1916      |
| Febrero                      | 7,9 grados Celsius (46,2 °F)   | 1779      |
| Marzo                        | 9,2 grados Celsius (48,6 °F)   | 1957      |
| Abril                        | 11,8 grados Celsius (53,2 °F)  | 2011      |
| Mayo                         | 15,1 grados Celsius (59,2 °F)  | 1833      |
| Junio                        | 18,2 grados Celsius (64,8 °F)  | 1846      |
| Julio                        | 19,7 grados Celsius (67,5 °F)  | 2006      |
| Agosto                       | 19,2 grados Celsius (66,6 °F)  | 1995      |
| Septiembre                   | 16,8 grados Celsius (62,2 °F)  | 2006      |
| Octubre                      | 13,3 grados Celsius (55,9 °F)  | 2001      |
| Noviembre                    | 10,1 grados Celsius (50,2 °F)  | 1994      |
| Diciembre                    | 9,7 grados Celsius (49,5 °F)   | 2015      |

### Más fríos
| Periodo                      | Registro medio                 | Año                       |
| ---------------------------- | ------------------------------ | ------------------------- |
| Año                          | 6,86 grados Celsius (44,3 °F)  | 1740                      |
| primavera (marzo–mayo)       | 5,63 grados Celsius (42,1 °F)  | 1837                      |
| verano (junio–agosto)        | 13,1 grados Celsius (55,6 °F)  | 1725                      |
| otoño (septiembre–noviembre) | 7,5 grados Celsius (45,5 °F)   | 1676                      |
| invierno (diciembre–febrero) | −1,17 grados Celsius (29,9 °F) | 1683/1684                 |
| Enero                        | −3,1 grados Celsius (26,4 °F)  | 1795                      |
| Febrero                      | −1,9 grados Celsius (28,6 °F)  | 1947                      |
| Marzo                        | 1 grado Celsius (33,8 °F)      | 1674                      |
| Abril                        | 4,7 grados Celsius (40,5 °F)   | 1701 and 1837             |
| Mayo                         | 8,5 grados Celsius (47,3 °F)   | 1698                      |
| Junio                        | 11,5 grados Celsius (52,7 °F)  | 1675                      |
| Julio                        | 13,4 grados Celsius (56,1 °F)  | 1816                      |
| Agosto                       | 12,9 grados Celsius (55,2 °F)  | 1912                      |
| Septiembre                   | 10,5 grados Celsius (50,9 °F)  | 1674, 1675, 1694 and 1807 |
| Octubre                      | 5,3 grados Celsius (41,5 °F)   | 1740                      |
| Noviembre                    | 2,3 grados Celsius (36,1 °F)   | 1782                      |
| Diciembre                    | −0,8 grados Celsius (30,6 °F)  | 1890                      |

### Mínimos de Tº
- Año más frío 1740 con 6,84 °C
- Mes más frío enero de 1795 con -3,1 °C
- A pesar del hecho de que los seis meses más cálidos han tenido lugar en los últimos 15 años, han pasado 60 años desde el último mes más frío record, fue febrero de 1947 (Tº media -1,9 °C), rompiendo un récord desde 1895
- El invierno más frío (diciembre, enero, febrero) fue en 1684 con -1,17 °C. El devastador invierno centrado en enero de 1963 fue solo el 3º más crudo: -0,33 °C
- El verano más frío fue 1725 con 13,1 °C
- Cuatro meses del siglo XVII tienen récords de mínimas: marzo, mayo, junio, septiembre